# Staša Jílovská
Staša Jílovská, roz. Stanislava Procházková (20. února 1898 Vídeň – 8. července 1955 Praha), byla česká novinářka, redaktorka, překladatelka z angličtiny a francouzštiny.

## Rodina, studium
Otec MUDr. Ladislav Prokop Procházka byl lékařem-hygienikem a v letech 1920–1921 byl ministrem veřejného zdravotnictví a tělesné výchovy v úřednické vládě Jana Černého, matka Jitka roz. Grégrová byla dcerou novináře a politika Julia Grégra.
Staša studovala v letech 1907–1915 na dívčím gymnáziu Minerva v pražské Pštrosově ulici. Spolu s ní zde studovala Milena Jesenská, která se stala její životní přítelkyní a spolupracovnicí. V roce 1916 začala studovat na c. k. České univerzitě Karlově-Ferdinandově v Praze obor filozofie-francouzština, studium však po pěti semestrech v červenci 1919 ukončila, když čekala narození dvojčat.

## Profesní činnost
Přestože studium nedokončila, získala znalosti, které ji umožnily stát se redaktorkou, novinářkou a překladatelkou. Spolupracovala např. s Josefem Váchalem, Josefem Florianem, Karlem Čapkem a V. H. Brunnerem.
V období 1922 až 1926 pracovala v Módní revue deníku Tribuna. V závěru roku 1926 začala spolupracovat s časopisem Pestrý týden a spolu s Milenou Jesenskou zde redigovaly módní rubriku (až do roku 1928). V redakci časopisu se seznámila také s Adolfem Hoffmeisterem. V roce 1927 pracovala v časopise Hvězda a v letech 1928–1936 byla hlavní redaktorkou módy čtrnáctideníku Eva.
Od roku 1929 řídila také rok jako redaktorka časopis Osvobozeného divadla Vest Pocket Revue. V období 1931–1936 pracovala u J. Otty v časopise Světozor a v redakci Ottova slovníku naučného nové doby, v letech 1936–8 v nakladatelství Novina.
Za války nebyla zaměstnána, od podzimu roku 1945 pracovala na zahraničním oddělení Ministerstva informací, od roku 1952 jako tajemnice ve Svazu čs. výtvarných umělců (Svaz výtvarníků Mánes). Obě zaměstnání ji zprostředkoval A. Hoffmeister. Značnou část času věnovala překladům děl francouzských a anglických autorů, především románové beletrii a dramatické tvorbě. Překládala klasiku, experimentální prózu, soudobé bestsellery a detektivky. Po válce zvláště americkou literaturu.
Národní divadlo v Praze uvedlo v jejích překladech sedm divadelních her v letech 1926–1930.
V roce 1945 vstoupila do KSČ a členkou byla až do své smrti.

## Manžel, děti
Jejím manželem byl zpěvák a kabaretiér Rudolf Klein-Jílovský, za kterého se provdala v roce 1918. Jejich dcery – dvojčata Staša a Olga se narodily 24. září 1919; byly fotografkami. S manželem se v roce 1928 rozešla (oficiální rozvod až v roce 1941). Jejím pozdějším partnerem byl Adolf Hoffmeister.

## Citát
...Staša nikdy není k ženám protivná a závistivá a každý ji má rád a každá ji má ráda. Neznám nikoho, kdo by ji neměl rád, nebo spíše ještě kdo by ji neuznával a neobdivoval pro její dokonalou, naprosto aristokratickou formu života a jejího projevu, pro dokonalou vnitřní rasu a ušlechtilost nejkrásnějších koní...
Milena Jesenská

## Překlady, výběr
- 1926 Anatole France: Pan Bergeret v Paříži (4. díl tetralogie Historie našich dnů)
- 1930 D. H. Lawrence: Milenec lady Chatterleyové
- 1930 H. G. Wells: Ostrov slepců
- 1930 Gustave Flaubert: Citová výchova
- 1930 John Galsworthy: Svár
- 1932 Radclyffe Hall: Nerozžatá lampa
- 1932 Colette: Ta druhá
- 1933 Aldous Huxley: Paralely lásky
- 1933 Ch. Morley: Děti ve snách
- 1933 Ernest Hemingway: Pět stováků
- 1943 Francis Stuart: Most
- 1947 Howard Fast: Černí a bílí
- 1947 Arnold Bennett: Hotel Imperial
- 1947 Howard Fast: Občan Tom Paine